# Volvo EC40
A Volvo EC40 (2024-ig használt neve: Volvo C40) a Volvo Cars elektromos autótípusa, amelyet SUV kupéként forgalmaznak. A 2019-ben megszűnt Volvo V40 kompakt autó utódjaként emlegetik.

## Története
A járművet 2021. március 2-án mutatták be, akkor még Volvo C40 néven. A sorozatgyártás a belgiumi Gentben 2021 októberében kezdődött. Az autót csak online lehet megvásárolni. 2024 februárjában a Volvo bejelentette, hogy az addig Volvo C40 néven ismert autótípust átnevezik Volvo EC40-re annak érdekében, hogy egyértelmű legyen, hogy egy tisztán elektromos autótípusról van szó.

## Biztonság
2022 tavaszán az Euro NCAP tesztelte a jármű biztonságát. Öt csillagot kapott a lehetséges ötből.

## Technológia
A Volvo EC40 homlokzatot és az első ajtajai megegyeznek a Volvo XC40-ével. A két állandó mágneses villanymotorral szerelt hajtáslánc viszont már a Polestar 2 és a Volvo XC40 Recharge hajtásláncával egyezik meg. A rendszer teljesítménye 300 kW. A 78 kWh energiatartalmú lítium-ion akkumulátor 420 km-es WLTP hatótávot biztosít. A Volvo EC40 4,7 mp alatt gyorsul fel állóhelyzetből 100 km/órás sebességre. Végsebessége 180 km/óra. 2022 elején egy gyengébb, elsőkerék-hajtású és valamivel kisebb akkumulátorú változatot is bemutattak. A hajtásláncokat a 2023-as modellévre módosították.

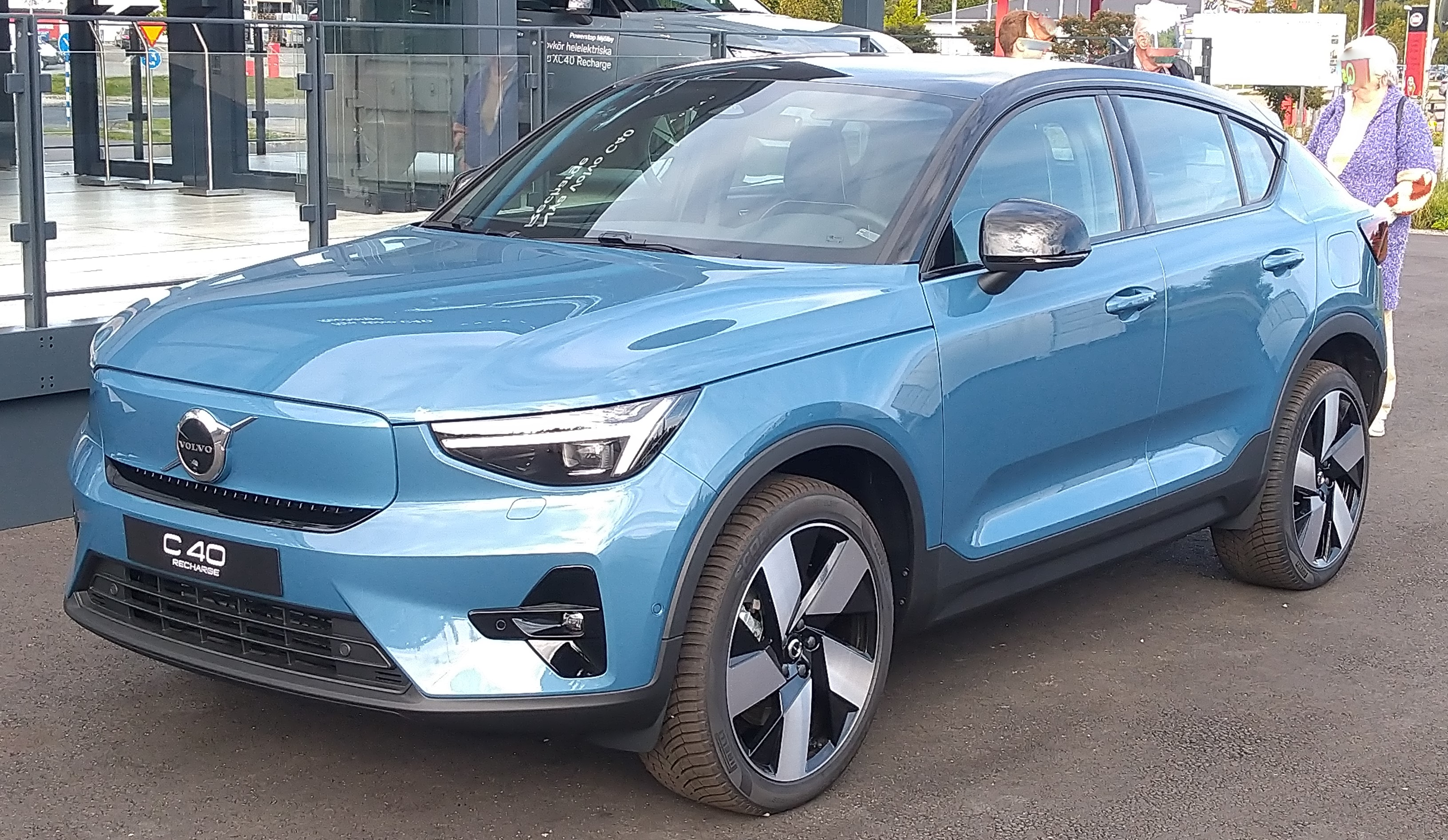
Elölnézetből
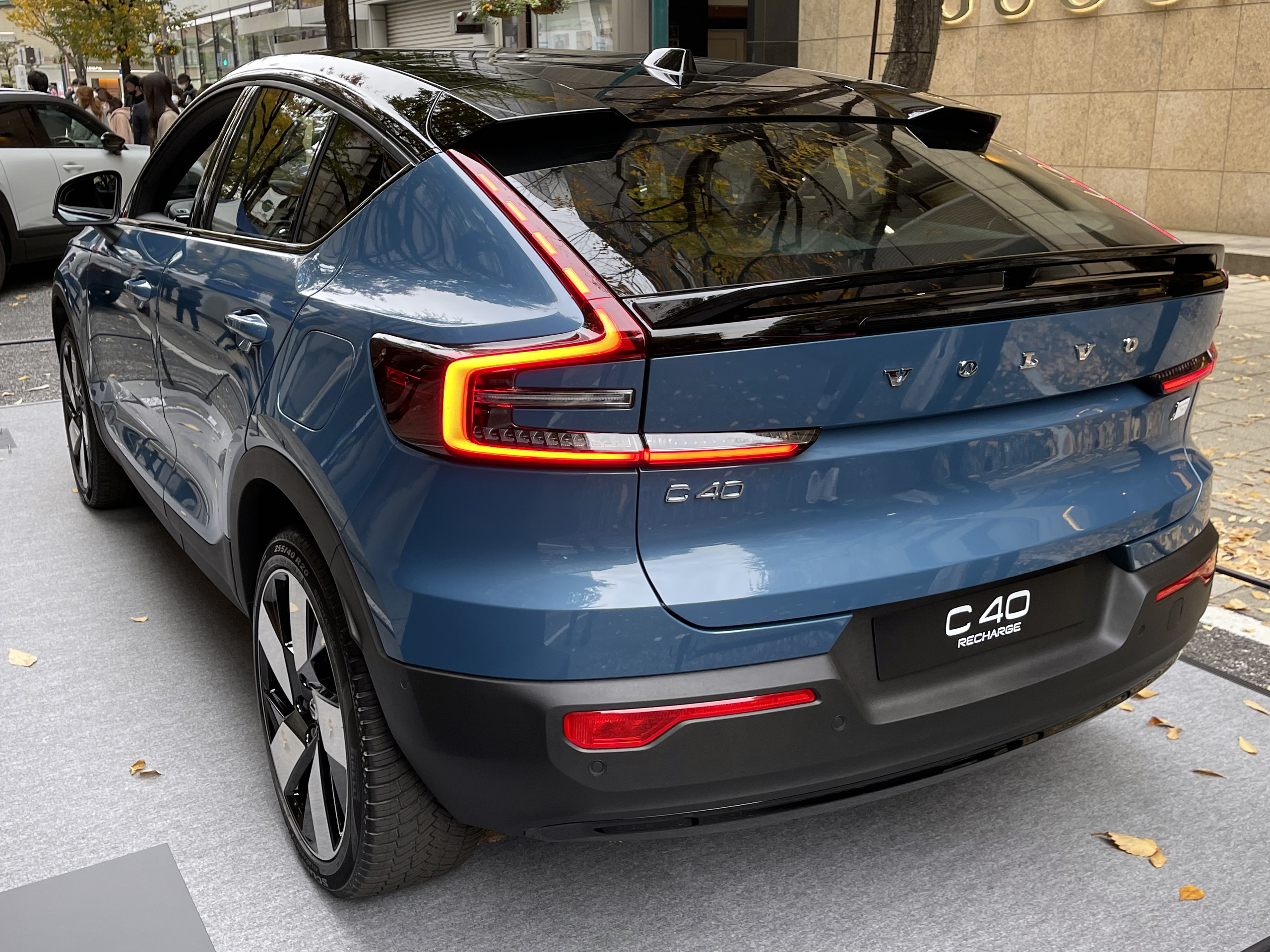
Hátulnézetből
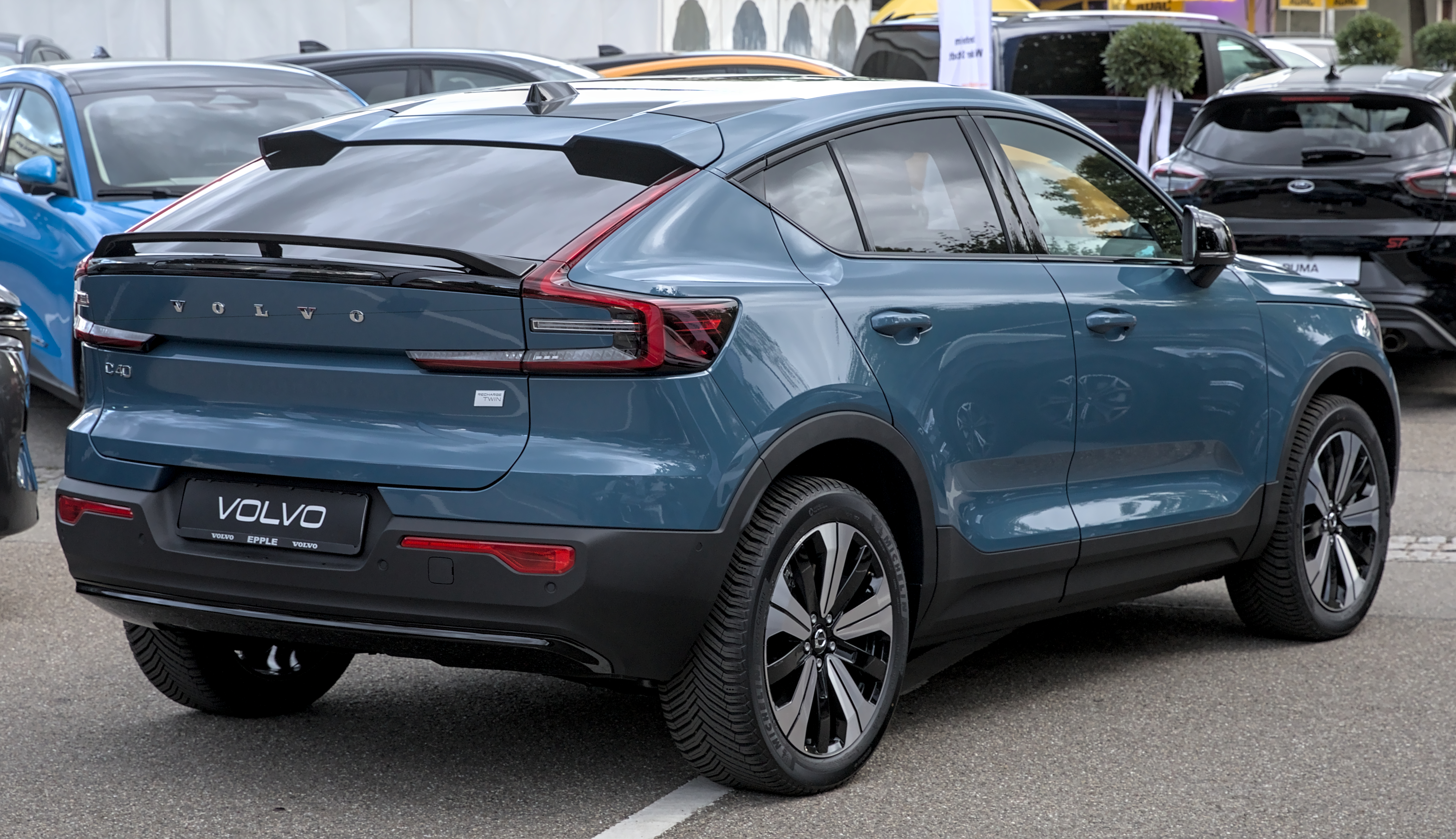
Hátulnézetből
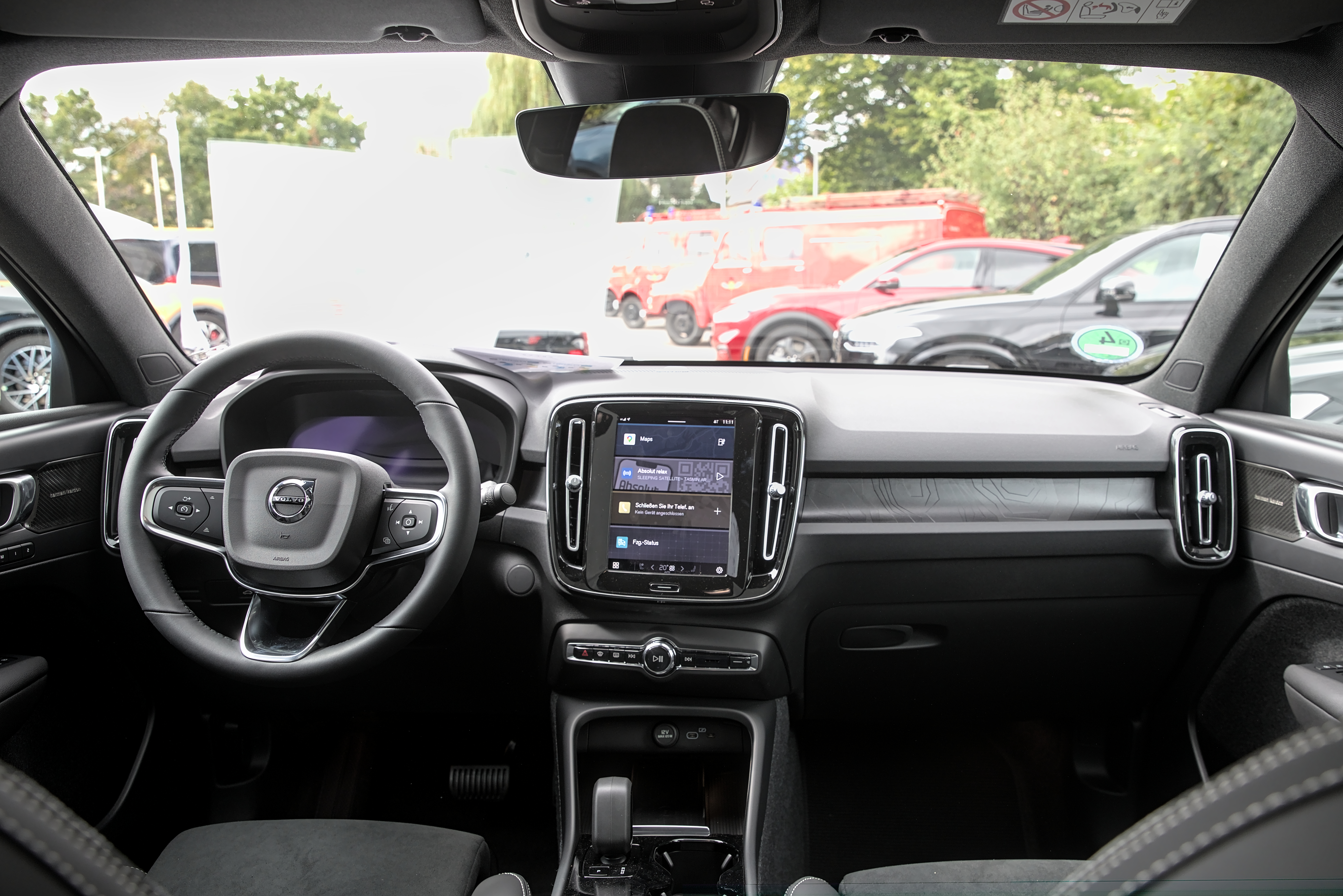
A Volvo EC40 belső tere

## Műszaki adatok
|                                        | Recharge Single Motor          | Recharge Single Motor  | Recharge Single Motor  | Recharge Twin Motor            | Recharge Twin Motor    |
| -------------------------------------- | ------------------------------ | ---------------------- | ---------------------- | ------------------------------ | ---------------------- |
| Gyártási időszak                       | 2022. február – 2022. november | 2022. november óta     | 2022. november óta     | 2021. október – 2022. november | 2022. november óta     |
| A motor típusa                         | Villanymotor                   | Villanymotor           | Villanymotor           | 2 villanymotor                 | 2 villanymotor         |
| Max. Teljesítmény min-1-nél            | 170 kW                         | 175 kW                 | 185 kW                 | 300 kW                         | 300 kW                 |
| Max. nyomaték min-1-nél                | 330 Nm                         | 330 Nm                 | 420 Nm                 | 660 Nm                         | 670 Nm                 |
| Meghajtás típusa                       | Elsőkerék-meghajtás            | Hátsókerék-meghajtás   | Hátsókerék-meghajtás   | Összkerékmeghajtás             | Összkerékmeghajtás     |
| Gyorsulás, 0-100 km/óra                | 7,4 mp                         | 7,4 mp                 | 7,4 mp                 | 4,7 mp                         | 4,7 mp                 |
| Maximális sebesség                     | 160 km/h                       | 180 km/h               | 180 km/h               | 180 km/h                       | 180 km/h               |
| Az akkumulátor típusa                  | Lítium-ion akkumulátor         | Lítium-ion akkumulátor | Lítium-ion akkumulátor | Lítium-ion akkumulátor         | Lítium-ion akkumulátor |
| Akkumulátor kapacitása, bruttó / nettó | 69 kWh / 67 kWh                | 69 kWh / 67 kWh        | 82 kWh                 | 78 kWh / 75 kWh                | 82 kWh                 |
| Fogyasztás 100 km-en (WLTP)            | 18,1 kWh                       | 18,0 kWh               | 16,5 kWh               | 19,9 kWh                       | 17,6 kWh               |
| Hatótávolság (WLTP)                    | 435 km                         | 438 km                 | 533 km                 | 449 km                         | 507 km                 |
| Önsúly                                 | 2037 kg                        | 2045 kg                | 2078 kg                | 2207 kg                        | 2224 kg                |